# Pseudopanurgus euphorbiae
Pseudopanurgus euphorbiae is een vliesvleugelig insect uit de familie Andrenidae. De wetenschappelijke naam van de soort is voor het eerst geldig gepubliceerd in 1975 door Timberlake.